# Trichilia cipo
Trichilia cipo là một loài thực vật có hoa trong họ Meliaceae. Loài này được (A.Juss.) C.DC. miêu tả khoa học đầu tiên năm 1878.